# George Berkeley
George Berkeley (Kilkenny, 12 maart 1685 – Oxford, 14 januari 1753) was een Iers filosoof van Engelse afkomst en een Anglicaans geestelijke (bisschop). Hij wordt beschouwd als de grondlegger van het subjectief idealisme. Het fundament van Berkeleys filosofie is de stelling dat er geen object zonder waarnemend subject kan zijn: esse est percipi: 'zijn' staat gelijk aan 'waargenomen worden'. Het object bestaat altijd uitsluitend in relatie tot een waarnemend subject, en wordt erdoor bepaald, zodanig dat het object op zichzelf, los van een subject, niet onvoorwaardelijk bestaat.

## Leven
Zijn familie bekleedde de functie van ontvangers van havengelden en bezat landerijen. Ze was gelieerd aan Engelse families met dezelfde naam. De Nederlandse Willem III van Oranje heeft na de slag aan de Boyne ooit nog korte tijd te Kilkenny verblijf gehouden. Op zijn 15e werd Berkeley ingeschreven aan het Trinity College te Dublin. Het curriculum bestond uit zowel klassieke als eigentijdse filosofie, wiskunde en talen. Hij behaalde een B.A.-graad. In 1707 werd hij 'fellow' en behaalde zo zijn M.A.-graad. Berkeley was bevriend met onder anderen sir John Perceval en Jonathan Swift. Hij emigreerde in verband met een evangelisatieproject in 1728 naar Newport (Rhode Island, in de tegenwoordige V.S.), maar remigreerde naar Londen in 1731 wegens het uitblijven van toegezegde subsidiegelden. Hij werd drie jaar later tot bisschop van Cloyne benoemd, waar hij gedurende de rest van zijn leven naast andere projecten onder meer een soort utopisch socialisme in de praktijk probeerde te brengen.

## Filosofie
Berkeley is vooral bekend/berucht vanwege zijn immaterialisme. Hij heeft weliswaar niet in deze woorden de tegenstelling tussen materialisme en idealisme gepostuleerd, maar toen dat later (door het  marxisme) wel gedaan werd, werd hij vaak als veronderstelde vertegenwoordiger van het idealisme naar voren geschoven. Zijn immaterialisme ging zelfs zover dat hij enkele jaren na het verschijnen van zijn hoofdwerk (A Treatise Concerning the Principles of Human Knowledge) door paters jezuïeten uit Parijs in de "Mémoires de Trévoux" werd beschreven als een extremist die de leer van Nicolas Malebranche ad absurdum voerde en die de leider van een sekte van solipsisten was die buiten het eigen ego niets of niemand een bestaan toekende.
Filosofisch gesproken is hij het best te beschouwen als idealistisch empirist, zij het dat zijn filosofie ook als poging tot geloofsverkondiging moet worden gezien. Buiten de geest heeft het stoffelijke geen werkelijkheidskarakter (vandaar dat zijn soort idealisme ook wel spiritualisme genoemd wordt, naar het Latijnse spiritus, geest). De natuur bestaat slechts uit vingerwijzingen van het opperwezen, die de mens maar moet zien te interpreteren. Het wezen van de materiële dingen bestaat slechts doordat ze op een bepaalde manier waargenomen worden (esse est percipi, 'zijn is waargenomen worden'). Het zintuiglijk waarneembare wordt opgevat als de taal waarin God tot ons spreekt. Locke had nog een onderscheid gemaakt tussen primaire en secundaire eigenschappen van de dingen, maar bij Berkeley missen alle zintuiglijk waarneembare eigenschappen een grond en zijn ze slechts nog gewaarwordingen. Hij verenigt in zich het empirisme van Locke en het idealisme van Malebranche.
In het werk dat aan zijn hoofdwerk voorafgaat, betoogt hij dat we de zintuigen niet te veel moeten vertrouwen. Zo besteedt hij veel tijd aan het betoog dat we met onze ogen afstanden niet direct zouden kunnen waarnemen, en de impliciete conclusie is dat onderscheiden dingen buiten ons niet hoeven te bestaan. Daar werkt hij al toe naar de hoofdthese van zijn belangrijkste werk: de natuur zoals we die met de zintuigen kunnen waarnemen kan slechts opgevat worden als een stel tekens of symbolen die door de Schepper aan de mens ter ontcijfering wordt aangeboden.
Een bekende vraag die Berkeley stelde is:
"Als in een verlaten bos een boom omvalt, en niemand hoort het, heeft de boom dan wel geluid gemaakt?"
Hij vindt van niet, omdat alleen materiële dingen die ervaren worden ook echt bestaan (in gedachten). Spirituele dingen hebben daarentegen een eigen bestaan; de ziel van de mens bestaat zonder meer.
Een bekende uitspraak:
"Alles wat wij zien, is wat de zon schijnt."

## Belangrijkste werken
- 1709: An Essay Towards Towards a New Theory of Vision
- 1710: A Treatise Concerning the Principles of Human Knowledge. In het Nederlands vertaald: De beginselen van de menselijke kennis, Rotterdam: Lemniscaat, 2018 (vert. Jasper Doomen)
- 1713: Three Dialogues between Hylas and Philonous
- 1732: Alciphron. In het Nederlands vertaald: Alciphron. De knibbelaar, of De gewaande vrydenker

Berkeley en zijn ideeën worden op een speelse manier behandeld in het boek De wereld van Sofie van Jostein Gaarder.
- Bibsys: 90067163
- Biblioteca Nacional de Chile: 000052395
- Biblioteca Nacional de España: XX840642
- Bibliothèque nationale de France: cb123285193 (data)
- Catàleg d'autoritats de noms i títols de Catalunya: 981058601421106706
- CiNii: DA00565541
- Digitale Bibliotheek voor de Nederlandse Letteren: berk032
- Gemeinsame Normdatei: 118509616
- International Standard Name Identifier: 0000 0001 2145 1335
- Library of Congress Control Number: n79055588
- Nationale Bibliotheek van Letland: 000046524
- Bibliotheek van het Japanse parlement: 00433046
- Nationale Bibliotheek van Tsjechië: jn19990000720
- Nationale bibliotheek van Australië: 36177279
- Nationale Bibliotheek van Israël: 987007258401505171
- Nationale Bibliotheek van Polen: a0000001186691
- Nationale en Universitaire bibliotheek Zagreb: 000217672
- Nederlandse Thesaurus van Auteursnamen: 068387148
- Réseau des bibliothèques de Suisse occidentale: 02-A000018612
- Istituto Centrale per il Catalogo Unico: CFIV044075
- LIBRIS: 178004
- SNAC: w6g163x4
- Système universitaire de documentation: 032210205
- Trove: 1224607
- Union List of Artist Names: 500187611
- Virtual International Authority File: 100192823
- WorldCat: E39PBJhMj6RyFD3wkT7cggMQMP